# (11) Parténope
(11) Parténope es un asteroide perteneciente al cinturón de asteroides descubierto por Annibale de Gasparis el 11 de mayo de 1850 desde el observatorio de Capodimonte en Nápoles, Italia. Está nombrado por Parténope, una sirena de la mitología griega.

## Características orbitales
Parténope orbita a una distancia media de 2,453 ua del Sol, pudiendo acercarse hasta 2,207 ua y alejarse hasta 2,698 ua. Su inclinación orbital es 4,63° y la excentricidad 0,1. Emplea en completar una órbita alrededor del Sol 1403 días.